# Beringeiland
Beringeiland (Russisch: остров Беринга; [Ostrov Beringa]), vroeger Avatsjaeiland, is het grootste eiland van de Komandorski-eilanden en ligt voor de kust van het schiereiland Kamtsjatka in de Beringzee. Het eiland is 90 kilometer lang en 24 kilometer breed en heeft een oppervlakte van 1660 km². Het eiland is het grootste van de Komandorski-eilanden, de meest westelijke eilandengroep van de Aleoeten. In 1867 kochten de Verenigde Staten het grootste deel van Alaska van Rusland, behalve deze eilandengroep. Sindsdien valt het eiland bestuurlijk onder de Russische kraj Kamtsjatka.
Het eiland is grotendeels onbewoond en kent zeer zware weersomstandigheden en aardbevingen. Ook hangt er vaak een dichte mist. Beringeiland heeft geen bomen, is zeer heuvelachtig en niet geschikt voor landbouw. In het dorpje Nikolskoje op het eiland wonen ongeveer 800 mensen, waaronder ongeveer 300 Ungangan (Aleoeten). De bevolking houdt zich vooral bezig met visserij. Het eiland was altijd rijk aan pelsdieren, maar de poolvos en zeeotter zijn er nu (2006) bedreigd.
In 1741 leed Vitus Bering hier schipbreuk met zijn schip Sint-Peter en stierf er samen met 28 van zijn mannen. Pas in 1991 werden hun skeletten ontdekt.
Het eiland wordt soms ook wel "Drijvend Eiland" genoemd, omdat het "drijft" op de internationale datumgrens.